# Gouvernement Fanfani I
Pour les articles homonymes, voir Gouvernement Fanfani.
République italienne
Pella Scelba
Le gouvernement Fanfani I (en italien : Governo Fanfani I) est le gouvernement de la République italienne dirigé par Amintore Fanfani entre le 18 janvier 1954 et le 10 février 1954, durant la IIe législature du Parlement.

## Composition
Composition du gouvernement : 
- Démocratie chrétienne

### Président du conseil des ministres
Amintore Fanfani